# Clément-Théodore-Adolphe Torné
Clément-Théodore-Adolphe Torné, né à Bruxelles, le 26 décembre 1810 et mort à Louvain, le 10 avril 1878, est un juriste belge, qui figure parmi les premiers professeurs fondateurs de la faculté de droit de l'université catholique de Louvain dès 1835.
Il avait commencé des études de philosophie au petit séminaire de Malines. Il s'inscrivit ensuite à l'Université d'État de Louvain dont il sortit docteur en droit en 1834.
Lors de la création de la nouvelle université catholique de Louvain (1834-1968), il fut recruté par l'abbé Pierre de Ram pour faire partie à l'âge de vingt-cinq ans du corps professoral de la Faculté de droit. Il y fonda ainsi en 1835 la chaire de droit commercial et de droit naturel. Il enseigna à l'Université catholique jusqu'à sa mort.